# 列昂尼德·勃列日涅夫所获奖项列表

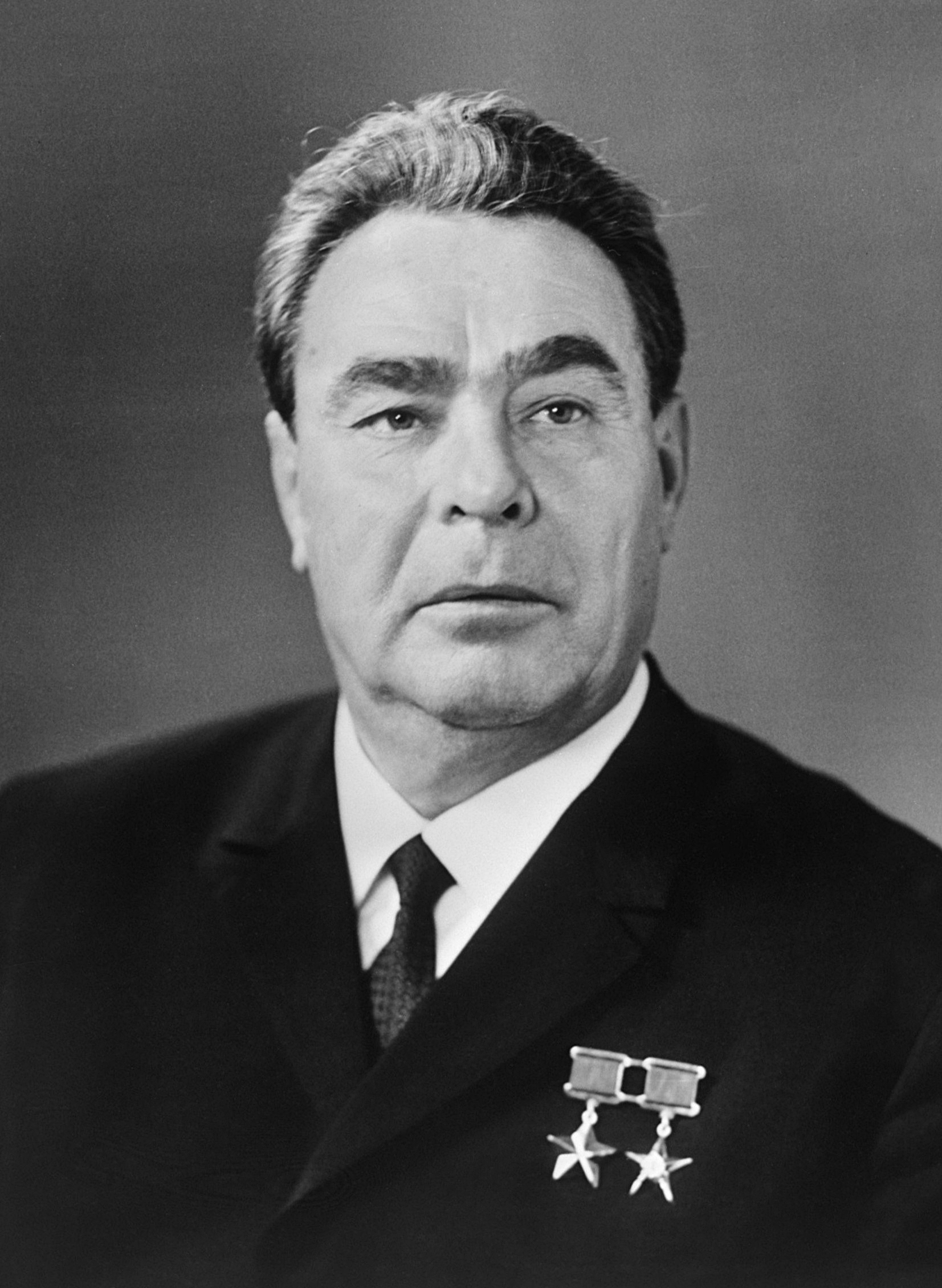
勃列日涅夫

列昂尼德·勃列日涅夫所獲獎項列表，列舉苏联第五任最高領導人列昂尼德·勃列日涅夫元帥所獲獎項。

## 蘇聯頒發
- 4枚蘇聯英雄金星獎章（1966年12月18日，1976年12月18日，1978年12月19日，1981年12月18日[1]）
- 1枚社會主義勞動英雄“鐮刀與鎚子”獎章（1961年6月17日）
- 8枚列寧勳章（1947年12月2日，1956年12月18日，1961年6月17日，1966年12月18日，1971年10月2日，1976年12月18日，1978年12月19日，1981年12月18日）
- 1枚勝利勳章（1978年2月20日授予，1989年9月21日被褫奪[2]）
- 2枚十月革命勳章
- 2枚紅旗勳章
- 1枚二級波格丹·赫梅爾尼茨基勳章
- 1枚一級衛國戰爭勳章
- 1枚紅星勳章
- 帶蘇聯金質國徽圖案的榮譽武器－軍刀一把（1976年12月18日）
- 1枚戰功獎章
- 1枚保衛敖德薩獎章
- 1枚保衛高加索獎章
- 1枚解放華沙獎章
- 1枚攻克維也納獎章
- 1枚1941－1945偉大衛國戰爭崇尚勞動光榮獎章
- 1枚1941－1945年戰勝德國獎章
- 1枚南方黑色冶金企業恢復生產獎章
- 1枚開荒獎章
- 1枚紀念列寧格勒建城250周年獎章
- 1枚紀念基輔建城1500周年獎章
- 1枚紀念蘇軍建軍40周年獎章
- 1枚紀念蘇軍建軍50周年獎章
- 1枚紀念蘇軍建軍60周年獎章
- 1枚紀念1941－1945偉大衛國戰爭勝利20周年獎章
- 1枚紀念1941－1945偉大衛國戰爭勝利30周年獎章
- 1枚列寧誕辰100周年崇尚勞動光榮獎章
- 1枚軍事合作獎章

共獲獎38項

## 外國頒發
- 阿根廷：
  -  1枚一級五月革命勳章（1974）

⇒共獲獎1項
- 阿富汗民主共和國：
  -  1枚自由太陽勳章（1981）

⇒共獲獎1項
- 保加利亞人民共和國：
  -   3枚保加利亞英雄金星獎章（1973，1976，1981）
  -    3枚格奧爾基·季米特洛夫勳章（1973，1976，1981）
  -  1枚紀念保加利亞從奧斯曼帝國解放100周年獎章 （1978）
  -  1枚紀念保加利亞人民共和國成立30周年獎章（1974）
  -  1枚紀念格奧爾基·季米特洛夫誕辰90周年獎章（1974）
  -  1枚紀念格奧爾基·季米特洛夫誕辰100周年獎章（1982）

⇒共獲獎10項
- 匈牙利人民共和国：
  -   2枚匈牙利國旗勳章（1976，1981）

⇒共獲獎2項
- 越南：
  -  1枚劳动英雄（1982）
  -  1枚 一級胡志明勳章（1982）
  -  1枚金星獎章（1980）

⇒共獲獎3項
- 几内亚：
  - 1枚獨立勳章（1961）

⇒共獲獎1項
- 东德：
  -    3枚民主德國英雄金星獎章（1976，1979，1981）
  - 3枚卡爾·馬克思勳章（1974，1979，1981）
  -  1枚人民偉大友誼鑽石勳章（1976）
  -  1枚增進民主德國友誼獎章（1979）

⇒共獲獎8項
- 印度尼西亞：
  -   2枚一級印尼之星勳章（1961，1976）

⇒共獲獎2項
- 南也門：
  -  1枚十月十四革命勳章（1982）

⇒共獲獎1項
- ：
  -  1枚一級國旗勳章（1976[3]）

⇒共獲獎1項
- 古巴：
  -  1枚古巴共和国英雄（1981）
  -  1枚何塞·马蒂勋章（1974）
  -  1枚卡羅斯·曼努埃爾·德·謝斯別德斯勳章（1981）
  -  1枚普拉雅·希隆獎章（1976）
  - 1枚紀念奇襲蒙卡塔軍營20周年獎章（1973）
  -  1枚紀念革命武裝力量20周年獎章（1976）

⇒共獲獎6項
- ：
  - 1枚老撾英雄金星獎章（1981）
  -  1枚民族金質獎章（1982）

⇒共獲獎2項
- 蒙古人民共和国：
  -  1枚蒙古人民共和國英雄金星獎章（1976）
  -  1枚蒙古人民共和國勞動英雄金星獎章（1981）
  -     4枚蘇赫巴托爾勳章（1966，1971，1976，1981）
  -  1枚紀念哈勒欣格勒大戰勝利30周年獎章（1969）
  -  1枚紀念哈勒欣格勒大戰勝利40周年獎章（1979）
  -  1枚紀念蒙古人民革命五十周年獎章（1971）
  -  1枚紀念蒙古人民軍成立五十周年獎章（1971）
  -  1枚紀念戰勝日本勝利30周年獎章（1975）

⇒共獲獎11項
- 秘魯：
  -  1枚一級秘魯太陽勳章（1978）

⇒共獲獎1項
- 波蘭人民共和國：
  -  1枚一級Виртути Милитари勳章（1973年授予，1990年被褫奪）
  -  1枚一級波蘭復興勳章（1976）
  - 1枚一級功勳勳章（1981）
  -  1枚二級葛籣瓦爾德十字勳章（1946）
  -  1枚攻克奧傑爾、涅伊謝、巴爾基庫獎章（1946）
  -  1枚勝利自由獎章（1946）

⇒共獲獎6項
- 罗马尼亚社会主义共和国：
  -  1枚一級羅馬尼亞之星勳章（1976）
  -  1枚社會主義勝利勳章（1981）

⇒共獲獎2項
- 芬兰：
  -  1枚一級白玫瑰勳章（1976）
  -  1枚帶配鏈白玫瑰勳章（1976）

⇒共獲獎2項
- 捷克斯洛伐克社會主義共和國：
  -    3枚捷克斯洛伐克英雄金星獎章（1970，1976，1981）
  -     4枚克萊門特·哥特瓦爾德勳章（1970，1976，1978，1981）
  -  1枚一級勝利白獅勳章（1946）
  -  1枚帶配鏈白獅勳章（1973）
  -   2枚1939年軍人十字勳章（1945, 1947）
  -  1枚勇敢抗敵獎章（1945）
  -  1枚軍人紀念獎章（1946）
  -  1枚杜克拉獎章（1960）
  - 1枚紀念斯洛伐克民族起義20周年獎章（1964）
  - 1枚紀念捷克斯洛伐克共產黨成立50周年獎章（1971）
  - 1枚紀念斯洛伐克民族起義30周年獎章（1975）
  -  1枚一級增進武裝力量友誼獎章（1980）

⇒共獲獎18項
- 衣索比亞人民民主共和國：
  -  1枚光榮之星勳章（1980）

⇒共獲獎1項
- 南斯拉夫社會主義聯邦共和國：
  -  1枚一級南斯拉夫之星勳章（1962）
  -  1枚自由勳章（1976）

⇒共獲獎2項
- 來自國際社會組織的獎章、獎金和其他獎項：
  -  1枚增進世界各族人民友誼：列寧國際獎獎章（1973年6月12日）
  - 1枚世界和平理事會：居裡和平金質獎章（1975年11月14日）
  - 1枚聯合國：和平金質獎章（1977）
  - 1枚格·季米特洛夫獎獎章（1978年11月23日）
  -  1枚列寧獎：金獎章（1979年4月20日）
  - 1枚世界工會理事會：金質獎章（1982）
  - 1枚國際和平獎：金水星金質獎章
  - 1枚蘇聯科學院：卡爾·馬克思金質獎章
  -  1枚蘇聯共產黨中央委員會：加入蘇聯共產黨50周年紀念章

⇒共獲獎9項
總共獲獎128項

## 外部連結
- Записка секретаря ЦК КПСС П. Н. Демичева о принятии от супруги Л. И. Брежнева госнаград СССР и иност. гос-в （页面存档备份，存于）
- Таблица наград （页面存档备份，存于）
- Статья «Награды Л. И. Брежнева (мифы и правда)» （页面存档备份，存于）
- А. Шляхтин. Награды Л. И. Брежнева // Петербургский коллекционер : газета. — СПб., 2005. — Вып. 34, № 4. — С. 26—27.
- Иностранные ордена и медали Л. И. Брежнева // Петербургский коллекционер : газета. — СПб., 2005. — Вып. 35, № 5. — С. 23.
- А. Шляхтин. Знаки Брежнева // Петербургский коллекционер : газета. — СПб., 2009. — Вып. 51, № 1. — С. 42—42.